# سامانه موشکی مرصاد
سامانه پدافند هوایی مرصاد سامانهٔ موشکی پدافندی پیشرفته زمین به هوای ارتفاع متوسط است که متعلق به نیروی پدافند هوایی ارتش جمهوری اسلامی ایران می‌باشد. احمد وحیدی، وزیر دفاعِ (وقت) ایران، در مراسم افتتاح خط تولید این سامانه موشکی (در مورخ ۲۲ فروردین ۱۳۸۹) بیان داشت: این سامانه هوایی موشکی برد متوسط … می‌تواند هواپیماهای مدرن را در ارتفاع پست و متوسط منهدم کند. از سویی دیگر، وزیر دفاع ایران اشاره داشت: سامانه مرصاد در مقایسه با سامانه‌های پدافندی برد متوسط مشابه خود، همانند «هاوک» دارای خصوصیات بالاتری می‌باشد؛ همچنین، مرصاد دارای تحرک زیاد، توانایی رویارویی با جنگ الکترونیک و شبکه‌ای شدن با سامانه‌های راداری و پدافندی دیگر است. در سامانه مرصاد از ام‌آی‌ام-۲۳ هاوک الگوبرداری شده‌است.

## اجزای اصلی
سامانه موشکی مرصاد که تمامی مراحل تحقیقاتی، طراحی و تولیدش با به‌کارگیری از تجربه‌های جنگ هشت سالهٔ ایران-عراق بوده‌است، توسط متخصصان سازمان صنایع هوافضای وزارت دفاع در گرو صنایع شهید محلاتی به مرحله اجرا درآمده است. اجزای اصلی سامانه مرصاد -- که به گفته وزیر دفاع وقت ایران، به‌طور کاملاً دیجیتال طراحی شده-- شامل قسمتهای ذیل است:
- رادارهای جستجو و تعقیب هدف،
- شبکه‌های نرم‌افزاری و سخت‌افزاری،
- سکوهای پرتاب
- مرکز کنترل و فرماندهی.[۱۷]

## قابلیت
این سامانهٔ موشکی، که به گفتهٔ وزارت دفاع و پشتیبانی نیروهای مسلح، امکان شلیک همزمان به دو هدف را دارد، دارای قابلیت شناسایی هدفِ مورد نظر در مسافت صد و پنجاه کیلومتری بوسیله «رادار کاوش» و قفل کردن بروی آن در بُعد هشتاد کیلومتری و مورد هدف قراردادن آن در حداکثر برد چهل و پنج کیلومتری می‌باشد.

## مرصاد-۱۶ (جدیدترین نسخه)

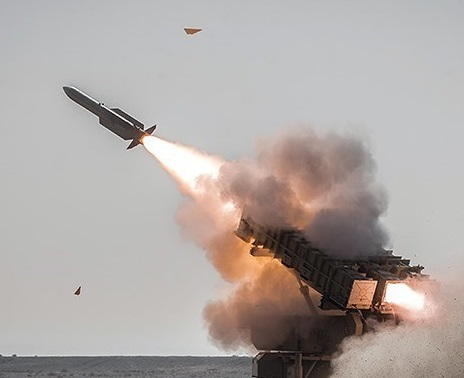

طی رزمایش مشترک پدافند هوایی ایران که با عنوان مدافعان آسمان ولایت-۹۸ در وسعتی به مساحت چهارصد و شانزده هزار کیلومتر مربع در منطقه عمومی سمنان انجام شد، جدیدترین نسخه از سامانه موشکی مرصاد تحت عنوان مرصاد-۱۶ توسط نیروهای مسلح ایران آزمایش شد. از جمله فرق‌های مابین سری جدید مرصاد (۱۶) با نسلهای قبلی آن، شامل:
- تاکتیکی یا متحرک شدن همه قسمتهای این سامانه با نصب شدن بر روی کامیون
- استعمال رادارهای جدیدِ ایرانی (حافظ و نجم ۸۰۴)
- بکار بستن لانچر یا پرتابگر جعبه ای برای موشکهای مدنظر
- به‌کارگیری موشک جدید شلمچه-۲[۲۳]